# Glukoza
Glukoza (D-glukoza; tudi grozdni sladkor, dekstroza, krvni sladkor) je enostavni sladkor (monosaharid) z molekulsko formulo C6H12O6. V mislih imamo D-glukozo. Njen optični izomer L-glukoza se ne pojavlja v naravi.

## Etimologija
Grozdni sladkor je Lowitz leta 1792 odkril v grozdju, odtod njegovo ime. Kemijski naziv glukoza je leta 1838 vpeljal Jean-Baptiste André Dumas, Friedrich August Kekulé pa je menil, da je zaradi optičnih lastnosti molekule ustreznejši naziv dekstroza (iz latinščine dexter = desni). V nasprotju z dekstrozo suče levuloza (fruktoza) polarizirano svetlobo v levo.

## Biologija in biokemija
Grozdni sladkor spada med enostavne sladkorje in torej med ogljikove hidrate. Je najpomembnejši vir energije za organizem. Rdeče krvničke so zmožne dobiti energijo le iz glukoze, prav tako v normalnih razmerah tudi možgani. Slednji lahko v času stradanja pridobijo tudi do 80 % energije iz ketonskih telesc. Glukoza predstavlja okoli 0,1 % mase krvi. Krvne koncentracije glukoze uravnavata hormona insulin in glukagon.
Glukoza se lahko v organizmu s procesi glikolize, oksidativne dekarboksilacije in citratnega ciklusa popolnoma presnovi do vode in ogljikovega dioksida. Ob preobilju glukoze v organizmu lahko le-ta preko vmesnega presnovka acetil-CoA vstopa v sintezo maščobnih kislin. Presežni del glukoze se skladišči tudi v obliki glikogena. Zaloge glikogena se nahajajo zlasti v jetrih in skeletnem mišičju. Presnovne poti glukoze so natančno uravnane s hormoni.